# Broadband Global Area Network
Broadband Global Area Network (BGAN, früher auch RBGAN, was für Regional Broadband Global Area Network stand) ist ein mobiler Dienst für Breitband-Internetzugang und Telefonie des Satellitenbetreibers Inmarsat.

## Technik und Betrieb
Mit einem BGAN-Satellitenmodem ist eine Internetverbindung mit bis zu 492 kbit/s möglich, außerdem bieten alle Datenterminals Anschlussmöglichkeiten für Telefone an.
Zu Beginn wurde der Dienst als RBGAN ausschließlich über den Thuraya-Satelliten abgewickelt. Ab Mitte 2005 erfolgte die Verbindung über den neuen Inmarsat-4-Satelliten über dem Indischen Ozean. Damit wurde auch der höherwertige Dienst BGAN eingeführt und das R aus RBGAN gestrichen. RBGAN wurde zum 31. Dezember 2008 eingestellt. Die bis dahin genutzten RBGAN-Modems wurden hierdurch wertlos.
Mitte 2006 wurde der zweite Inmarsat-4-Satellit in Betrieb genommen. Damit wurde neben Europa, Afrika, Asien und dem Nahen Osten auch der komplette amerikanische Kontinent abgedeckt. Am 18. August 2008 wurde der dritte Satellit I-4 Americas erfolgreich vom Weltraumbahnhof Baikonur aus ins All befördert. Nach seiner Indienststellung und einer Neupositionierung der gesamten I-4-Flotte wurde BGAN zum 24. Februar 2009 weltweit verfügbar.
2012 war geplant, dass der BGAN-Dienst bis etwa 2020 in Betrieb bleibt.

## BGAN-Satelliten
| BGAN-Satelliten | BGAN-Satelliten | BGAN-Satelliten | BGAN-Satelliten | BGAN-Satelliten  | BGAN-Satelliten               | BGAN-Satelliten |
| Satellit        | USSPACECOM-ID   | Start           | Kurzkennung     | Langkennung      | Region                        | Position        |
| --------------- | --------------- | --------------- | --------------- | ---------------- | ----------------------------- | --------------- |
| Inmarsat 4-F1   | 28628           | 11.03.2005      | I-4 APAC        | I-4 Asia-Pacific | Asien, Pazifik                | 143,5° Ost      |
| Inmarsat 4-F2   | 28899           | 08.11.2005      | I-4 EMEA        | I-4 EMEA         | Europa, Naher Osten, Afrika   | 25,0° Ost       |
| Inmarsat 4-F3   | 33278           | 18.08.2008      | I-4 AMER        | I-4 Americas     | Nord-, Mittel- und Südamerika | 98,0° West      |

Die netzinterne Kurzkennung wird von den Endgeräten und vom Inmarsat Network Operations Center verwendet.
| 143,5° O |

| 25,0° O |

| 98,0° W |